# Agaw
Agaw (geez: አገው) je naziv za afričku entičku skupinu iz Etiopije i južne Eritreje.

## Povijest
Narod Agaw se prvi put spominje u spisu bizantskog zemljopisca Kozme Indikoplevsta Monumentum Adulitanum iz 6.stoljeća, u kojem je Kozma opisao neke aksumske napise na zahtjev aksumitskog kralja.
On je s aksumskog natpisa iz 3.stoljećaa, naveo narod  "Athagaus" (ili Athagaous), a to je možda značilo Ad Agaus, što bi značilo "sinovi od Agawa." Athagaous se spominju kao narod koje je pokorio nepoznati kralj.
Ime Agaw se kasnije spominje u natpisu iz 4.stoljećaa aksumskog kralja Ezane i kralja Kaleba iz 6.stoljećaa. Na temelju tih spisa, dio povjeničara prigrlio je teoriju, koji su prvi iznijeli Edward Ullendorff i Carlo Conti-Rossini, da su strari Agawi živjeli daleko sjevernije na Etiopskoj visoravni, ali su ili protjerani ili asimilirali od semitskih - Tigrinja i Amharaca. 
Kozma Indikoplevst u svom kasnijem spisu "Krišćanska topografija", navodi da glavni trgovački put za zlato vodi preko kraja  "Agaw" U Etiopiji.
Agawi su imali vlastitu kneževinu na jugu Etiopske visoravni na platou Tigraja od 3.stoljeća do 6.stoljećaa. Od 6.stoljećaa počeli su utjecaji kršćanstva i judaizma, tako da su u 10.stoljećau počele borbe između sjevero-zapadnih agawaca koji su prigrlili judaizam "Falaša" i istočnih agawaca koji su pak preferirali kršćanstvo. Agawi su se uspjeli do vladarskih pozicija u Etiopiji, za vrijeme Dinastije Zagwe od oko 1137. do 1270. Čak je i ime dinastije derivat fraze na geezu Ze-agaw, koja je značila "Agaw", a odnosila se na narod Agaw.
Agawi danas žive raspršeni u velikom broju enklava između brojnijih Amharaca, kao pleme Bilin oko grada Keren u Eritreji, kao plemena Qemant i Quara, sjeverno od jezera Tana oko grada Gondara u Regiji Amhara, brojne skupine žive južno od jezera Tana u Zoni Agew Awi. Puno Agawa živi oko grada Sokota blizu granice s Regijom Tigraj.

## Jezici
Agawi govore agawski jezik, koji je dio kušitske grane afro-azijske jezične obitelji. Mnogi Agawi govore amharski i tigrinju koji su također afro-azijski jezici, ali dio semitske grane.

## Agawske podgrupe
- Sjeverni Agawi, poznati kao pleme Bilen (oko grada Keren, Eritreja)
- Zapadni Agawi, poznati kao plemena Qemant i Quara (sjeverno od jezera Tana oko grada Gondara)
- Istočni Agawi, poznati kao Kamir i Xamta (u Lasti oko grada Lalibela)
- Južni Agajci, poznati kao pleme Awi (južno od jezera Tana)

Jedan manji dio Agawa - iz skupine Beta Israel ili Falasha je 1990. emigrirao u Izrael.